# Prešov (região)
Prešov ou Presov (eslovaco: Prešovský kraj) é uma região da Eslováquia, sua capital é a cidade homônima.

## Distritos
|                                                                                 |                                                                      |
| - Prešov - Sabinov - Bardejov - Svidník - Vranov nad Topľou - Levoča - Kežmarok | - Stará Ľubovňa - Poprad - Medzilaborce - Humenné - Snina - Stropkov |

A região de Prešov inclui 13 distritos (okresy) e 666 municípios, dos quais 23 são cidade/vila. A região foi estabelecida em 1996 e é a região com maior população em todo o país.

## Geografia
A região está localizada no nordeste da Eslováquia e tem uma área de 8,975 km². É uma região predominantemente montanhosa. As repartições das Tatras – High Tatras e Belianske Tatras concentram-se na sua quase totalidade nesta região e é nela que se inclui o ponto mais alto da Eslováquia – Gerlachovský štít (2,654m). Outras montanhas e pontos elevados na região são Šarišská Vrchovina, Čergov, Ondavská Vrchovina, Slanské vrchy, Pieniny, Levoča Hills, Laborecká Vrchovina, Bukovské Vrchy, Montanhas Vihorlat e Eastern Slovak Lowland. As bacias da região de Prešov são Podtatranská Kotlina, Hornadská Kotlina]] e Bacia de Košice Basin.
Os principais rios da região de Prešov são o rio Poprad a oeste, uma pequena parte do Hornád a sudoeste, uma pequena parte do Dunajec a norte, o Torysa no centro e o Ondava e Laborec a este. Em termos de regiões administrativas, a região faz fronteira com a Polónia a norte, a Ucrânia a este, a Região de Košice a sul, a Região de Banská Bystrica a sudoeste e a Região de Žilina  a oeste.

## Demografia
| Ano:        | 1994    | 2004    | 2014    | 2024    |
| ----------- | ------- | ------- | ------- | ------- |
| Broj ljudi: | 763 911 | 796 745 | 819 977 | 810 008 |
| Razlika:    |         | +4,29%  | +2,91%  | -1,21%  |

| Ano:               | 2023    | 2024    |
| ------------------ | ------- | ------- |
| Número de pessoas: | 808 810 | 810 008 |
| Diferença:         |         | +0,14%  |

A densidade populacional da região é de 90.8 habitantes por km², abaixo da média do país (110 per km²). As maiores cidades e vilas são Prešov, Poprad, Humenné e Bardejov. De acordo com o census de 2011, existem 814.527 habitantes na região, sendo a maioria eslovacos (90.7%), com minorias de ciganos (4.0%), Rusyns (2.7%), ucranianos (<1%) e checos (<0.5%).